# لنیشته
لنیشته (به بلغاری: Lenishte) روستایی در بلغارستان است که در شهرستان آردینو واقع شده‌است. لنیشته ۱۳٫۴۸۷ کیلومتر مربع مساحت و ۱۲۲ نفر جمعیت دارد.